# Liste der Monuments historiques in Mouzon (Ardennes)
Die Liste der Monuments historiques in Mouzon führt die Monuments historiques in der französischen Gemeinde Mouzon auf.

## Liste der Immobilien
| Bezeichnung            | Beschreibung | Standort                                           | Kennzeichnung | Schutzstatus | Datum     | Bild           |
| ---------------------- | --- | -------------------------------------------------- | ------------- | ------------ | --------- | -------------- |
| Kirche Ste-Geneviève   | aus dem 16. und 17. Jahrhundert; einschließlich der Friedhofsmauer | Mouzon, 71 rue du Faubourg Sainte-Geneviève (Lage) | PA00078472    | Inscrit      | 1987      | weitere Bilder |
| Fanum von Le Flavier   | gallo-römischer Umgangstempel, kaiserzeitlich | Mouzon, südlich der Stadt (Lage)                   | PA00078476    | Classé       | 1980      | weitere Bilder |
| Maisons Espagnoles     | vier Wohnhäuser, 15. bis 18. Jahrhundert | Mouzon, 35 rue Charles de Gaulle (Lage)            | PA00078473    | Inscrit      | 1942      | weitere Bilder |
| Kloster Mouzon         | Benediktinerabtei, vor dem 9. Jahrhundert gegründet, 971 erneuert, 1790 aufgelöst, die Gebäude in ein Hospiz umgewandelt; erhalten: zwei Flügel des Kreuzgangs, 1660er Jahre                                                                                     | Mouzon, place de l’Abbatiale (Lage)                | PA00078474    | Classé       | 1943      | weitere Bilder |
| Abteikirche Notre-Dame | Ende des 12. Jahrhunderts erbaut | Mouzon, place de l’Abbatiale (Lage)                | PA00078471    | Classé       | 1840      | weitere Bilder |
| Stadtbefestigung       | Anfang des 13. Jahrhunderts, vom späten 15. bis zum 17. Jahrhundert verstärkt; Porte de Bourgogne, Anfang des 13. Jahrhunderts, mit Bastion, zweite Hälfte des 16. Jahrhunderts; La grosse Tour und Tour Couaillote, Artillerietürme, um 1510; Tour Saint-Jérôme | Mouzon, rue de la Porte de Bourgogne (Lage)        | PA00078475    | Inscrit      | 1926 2000 | weitere Bilder |

## Liste der Objekte
| Bezeichnung                          | Beschreibung | Standort                                     | Kennzeichnung | Schutzstatus   | Datum | Bild           |
| ------------------------------------ | --- | -------------------------------------------- | ------------- | -------------- | ----- | -------------- |
| Hauptaltar                           | Altartisch, Retabel, Altargemälde und drei Skulpturen; Marmor und Stein, farbig gefasst und vergoldet, sowie Ölfarbe auf Leinwand, 18. Jahrhundert | Amblimont, in der Kirche St-Georges (Lage)   | PM08000014    | Classé         | 1975  |                |
| Kanzel (1)                           | Holz, 18. Jahrhundert | Amblimont, in der Kirche St-Georges (Lage)   | PM08000015    | Classé         | 1975  |                |
| Skulptur Maria Magdalena             | Holz, 16. Jahrhundert | Mouzon, in der Abteikirche Notre-Dame (Lage) | PM08000332    | Classé         | 1966  |                |
| Kruzifix                             | Holz, farbig gefasst, 16. Jahrhundert | Villemontry, in der Kirche St-Laurent (Lage) | PM08000333    | Classé         | 1966  |                |
| Buffet (1)                           | Eichenholz, 18. Jahrhundert | Mouzon, im ehemaligen Kloster (Lage)         | PM08000340    | Classé         | 1966  |                |
| Skulptur Maria Immaculata            | Eichenholz, 18. Jahrhundert | Mouzon, im ehemaligen Kloster (Lage)         | PM08000343    | Classé         | 1966  |                |
| Konsoltisch (2)                      | Holz, vergoldet, Marmor, 18. Jahrhundert; 2001 gestohlen                                                                                           | Mouzon, in der Abteikirche Notre-Dame (Lage) | PM08000349    | Classé         | 1973  |                |
| Skulptur Madonna mit Kind (1)        | Kalkstein, farbig gefasst, um 1600 | Villemontry, in der Kirche St-Laurent (Lage) | PM08001173    | Inscrit        | 1988  |                |
| 24 Kirchenbänke                      | Eichenholz, bemalt, 18. und 19. Jahrhundert | Villemontry, in der Kirche St-Laurent (Lage) | PM08000865    | Inscrit        | 1974  |                |
| Skulptur Heiliger Laurentius         | Holz, farbig gefasst, 18. Jahrhundert; verschwunden                                                                                                | Villemontry, in der Kirche St-Laurent (Lage) | PM08001175    | Inscrit        | 1988  |                |
| Gemälde Christus und Maria Magdalena | Ölfarbe auf Leinwand, 17. Jahrhundert | Mouzon, in der Abteikirche Notre-Dame (Lage) | PM08000329    | Classé         | 1911  |                |
| Gemälde Mariä Himmelfahrt            | Ölfarbe auf Leinwand, 18. Jahrhundert | Mouzon, in der Abteikirche Notre-Dame (Lage) | PM08000330    | Classé         | 1911  |                |
| Skulptur Heilige Katharina           | Holz, 16. Jahrhundert; im Départementsarchiv in Charleville-Mézières deponiert                                                                     | Mouzon, in der Abteikirche Notre-Dame (Lage) | PM08000351    | Classé         | 1978  |                |
| Orgel                                | Haupteintrag für PM08000350 | Mouzon, in der Abteikirche Notre-Dame (Lage) | PM08000698    | Classé         | 1974  | weitere Bilder |
| Orgelprospekt                        | 1725 von Christophe Moucherel gebaut | Mouzon, in der Abteikirche Notre-Dame (Lage) | PM08000350    | Classé         | 1974  | weitere Bilder |
| Weihwasserbecken                     | Marmor, Kalksteinsockel, 18. Jahrhundert | Villemontry, in der Kirche St-Laurent (Lage) | PM08000864    | Inscrit        | 1974  |                |
| Kanzel (2)                           | Holz, 18. Jahrhundert | Villemontry, in der Kirche St-Laurent (Lage) | PM08000866    | Inscrit        | 1974  |                |
| Skulptur Ceres                       | Kalkstein, um 1780 | Mouzon, im Klostergarten (Lage)              | PM08001274    | Inscrit        | 1993  |                |
| Chorgestühl                          | Holz, bemalt, 18. Jahrhundert | Amblimont, in der Kirche St-Georges (Lage)   | PM08000812    | Inscrit        | 1974  |                |
| Taufbecken                           | Kalkstein, 12. Jahrhundert | Amblimont, in der Kirche St-Georges (Lage)   | PM08000811    | Inscrit        | 1974  |                |
| Hauptaltar                           | Altartisch, Tabernakel und Retabel; Holz, farbig gefasst, 18. Jahrhundert                                                                          | Villemontry, in der Kirche St-Laurent (Lage) | PM08000867    | Inscrit        | 1974  |                |
| Skulptur Heiliger Martin             | Holz, farbig gefasst, 18. Jahrhundert | Mouzon, in der Abteikirche Notre-Dame (Lage) | PM08000746    | Inscrit        | 1972  |                |
| Skulptur Paulus                      | Eichenholz, farbig gefasst, 18. Jahrhundert | Mouzon, in der Abteikirche Notre-Dame (Lage) | PM08001129    | Inscrit        | 1978  |                |
| Hauptaltar                           | Altartisch und Baldachin; Stein, Marmor, teilweise vergoldet, Ende des 17. Jahrhunderts                                                            | Mouzon, in der Abteikirche Notre-Dame (Lage) | PM08000328    | Classé         | 1840  |                |
| Gemälde Maria Magdalena im Gebet     | Ölfarbe auf Holz, 17. Jahrhundert; 2001 gestohlen                                                                                                  | Mouzon, in der Abteikirche Notre-Dame (Lage) | PM08000331    | Classé         | 1911  |                |
| Schrank (1)                          | Eichenholz, 18. Jahrhundert | Mouzon, im ehemaligen Kloster (Lage)         | PM08000335    | Classé         | 1966  |                |
| Pietà                                | Stein, 17. Jahrhundert | Mouzon, in der Abteikirche Notre-Dame (Lage) | PM08000344    | Classé         | 1973  |                |
| Kirchengestühl                       | in der Vierung; Holz, 18. Jahrhundert | Mouzon, in der Abteikirche Notre-Dame (Lage) | PM08000345    | Classé Inscrit | 1973  |                |
| Maria-Magdalena-Altar                | Altartisch, Retabel und Skulptur; Stein, Marmor, 18. Jahrhundert                                                                                   | Mouzon, in der Abteikirche Notre-Dame (Lage) | PM08000348    | Classé         | 1973  |                |
| Truhe                                | Eichenholz, Anfang des 17. Jahrhunderts | Mouzon, im ehemaligen Kloster (Lage)         | PM08000339    | Classé         | 1966  |                |
| Skulptur Heiliger Nicasius von Reims | Stein, Anfang des 17. Jahrhunderts | Mouzon, in der Abteikirche Notre-Dame (Lage) | PM08000346    | Classé         | 1973  |                |
| Rosenkranzaltar                      | Altartisch, Retabel und Skulptur; Stein, Marmor, 18. Jahrhundert                                                                                   | Mouzon, in der Abteikirche Notre-Dame (Lage) | PM08000347    | Classé         | 1973  |                |
| Skulptur Auferstandener Christus     | Holz, 17. Jahrhundert | Mouzon, in der Abteikirche Notre-Dame (Lage) | PM08000352    | Classé         | 1978  |                |
| Zwölf Kirchenbänke                   | Holz, zweite Hälfte des 18. Jahrhunderts | Amblimont, in der Kirche St-Georges (Lage)   | PM08000813    | Inscrit        | 1974  |                |
| Zwei Seitenaltäre                    | jeweils Altartisch, Retabel und Altarbild; Holz, farbig gefasst und vergoldet, sowie Ölfarbe auf Leinwand, 19. Jahrhundert                         | Amblimont, in der Kirche St-Georges (Lage)   | PM08000815    | Inscrit        | 1974  |                |
| Taufbecken                           | Kalkstein, bemalt, 13. oder 14. Jahrhundert | Villemontry, in der Kirche St-Laurent (Lage) | PM08001172    | Inscrit        | 1988  |                |
| Prozessionsfahne Madonna             | Seide, bestickt, karton, bemalt, zweite Hälfte des 19. Jahrhunderts; in der Abteikirche Notre-Dame deponiert                                       | Villemontry, in der Kirche St-Laurent (Lage) | PM08001176    | Inscrit        | 1988  |                |
| Engelsskulptur                       | Kalkstein, 17. Jahrhundert | Villemontry, in der Kirche St-Laurent (Lage) | PM08001174    | Inscrit        | 1988  |                |
| Monument aux Morts                   | ehemaliger Benediktsaltar; Altartisch, Retabel und Skulptur; Kalkstein, Marmor, 18. Jahrhundert und nach 1918                                      | Mouzon, in der Abteikirche Notre-Dame (Lage) | PM08000747    | Inscrit        | 1972  |                |
| Skulptur Heiliger Johannes           | Holz, farbig gefasst, 16. Jahrhundert | Mouzon, im Pfarrhaus (Lage)                  | PM08000334    | Classé         | 1966  |                |
| Schrank (2)                          | Eichenholz, 18. Jahrhundert | Mouzon, im ehemaligen Kloster (Lage)         | PM08000336    | Classé         | 1966  |                |
| Schrank (3)                          | Eichenholz, 18. Jahrhundert | Mouzon, im ehemaligen Kloster (Lage)         | PM08000337    | Classé         | 1966  |                |
| Schrank (4)                          | Eichenholz, 18. Jahrhundert | Mouzon, im ehemaligen Kloster (Lage)         | PM08000338    | Classé         | 1966  |                |
| Buffet (2)                           | Eichenholz, 18. Jahrhundert | Mouzon, im ehemaligen Kloster (Lage)         | PM08000341    | Classé         | 1966  |                |
| Zwei Buffets                         | Eichenholz, 17. Jahrhundert | Mouzon, im ehemaligen Kloster (Lage)         | PM08000342    | Classé         | 1966  |                |
| Kanzel                               | Holz, 17. Jahrhundert | Mouzon, in der Abteikirche Notre-Dame (Lage) | PM08000621    | Classé         | 1840  |                |
| Konsoltisch (2)                      | Holz, vergoldet, Marmor, 18. Jahrhundert | Mouzon, in der Abteikirche Notre-Dame (Lage) | PM08000622    | Classé         | 1911  |                |
| Sakristeimöbel                       | zwei Schränke; Holz, 18. Jahrhundert | Amblimont, in der Kirche St-Georges (Lage)   | PM08000814    | Inscrit        | 1974  |                |
| Prozessionsfahne Laurentius          | Seide, bestickt, karton, bemalt, zweite Hälfte des 19. Jahrhunderts; in der Abteikirche Notre-Dame deponiert                                       | Villemontry, in der Kirche St-Laurent (Lage) | PM08001177    | Inscrit        | 1988  |                |
| Skulpturenschmuck des Klostergartens | Einfassung der Wassergräben, zweibogige Brücke, zwei Pfeiler und zwei Löwenskulpturen; Kalkstein, zweite Hälfte des 18. Jahrhunderts               | Mouzon, im Klostergarten (Lage)              | PM08001246    | Inscrit        | 1988  |                |
| Skulptur Madonna mit Kind (2)        | Kalkstein, farbig gefasst, erste Hälfte des 18. Jahrhunderts                                                                                       | Mouzon, in der Abteikirche Notre-Dame (Lage) | PM08001040    | Inscrit        | 1977  |                |